# Behemoth
Pour les articles homonymes, voir Behemoth (homonymie).
Behemoth est un groupe de blackened death metal polonais, originaire de Gdańsk. Formé en 1991, le groupe est considéré comme ayant joué un rôle important dans l'émergence du metal extrême underground polonais,. La plupart des albums de Behemoth sont axés sur des thèmes sataniques dont des références à des auteurs tels que Aleister Crowley, John Milton et William Blake.
Depuis la fin des années 1990, le groupe adopte un style de black metal traditionnel, avec des paroles rédigées par le chanteur Nergal et Krzysztof Azarewicz. À la suite de la parution de l'album Satanica, en 1999, le groupe montre sa présence sur la scène death metal. Bien que Behemoth soit catégorisé death, black ou thrash metal, Nergal mentionne ne pas apprécier que le groupe soit catégorisé.

## Biographie

### Débuts et premiers albums (1991–2000)
Behemoth est formé en 1991 en tant que trio, avec Nergal à la guitare et au chant, Adam Muraszko à la batterie, et Desecrator à la guitare. Ils débutent avec leurs démos Endless Damnation, et The Return of the Northern Moon. La démo la plus significative, cependant, est la troisième, ...From the Pagan Vastlands, en 1993. La cassette audio est enregistrée puis envoyée au label polonais Pagan Records et, plus tard, au label américain Wild Rags.
Le premier album studio, Sventevith (Storming Near the Baltic), paraît en 1995. Un an plus tard, il enregistre son second album, Grom, paru en 1996. Grom présente nombre d'influences et styles musicaux, avec l'usage de voix féminines, de synthétiseurs et guitares acoustiques. À cette même période, Behemoth obtient enfin la chance de jouer sur scène dans son pays natal et fait une tournée en Europe. Deux ans plus tard, le groupe enregistre un troisième album, Pandemonic Incantations. Les médias spécialisés de la scène metal s'intéressent de plus en plus au groupe. Cependant, à cause d'un manque de soutien promotionnel, l'album n'a pas l'effet escompté.
Après une autre tournée intensive, Behemoth signe un contrat de deux ans avec le label italien Avantgarde Music, durant le printemps 1998. Cette nouvelle collaboration est un succès avec l'album Satanica. Le label réserve deux tournées européennes pour le groupe, aux côtés de Deicide et Satyricon. Durant cette période, Behemoth change de line-up et a quelques problèmes avec son ancien label polonais. Les nouveaux membres engagés incluent Novy (ancien membre de Devilyn, Vader et Dies Irae), à la batterie, et Havok, le nouveau guitariste. À la suite de ces changements de line-up, Behemoth signe avec le label polonais Mystic Production.
L'album suivant, Thelema.6,. La publicité pour Thelema.6 est effectuée par la presse mondiale et les médias, avec des premières publications officielles en Russie et au Brésil. Pendant la tournée promotionnelle de Thelema.6, Behemoth participe à des festivals tels que Wacken Open Air, With Full Force, Inferno Metal Festival, Mystic Festival, et Mind Over Matter Autumn. Il joue aux côtés de Carpathian Forest et Khold, puis participe au festival polonais Thrash em All Fest, avec Vader et Krisiun, parmi d'autres.

### DeZos Kia Cultus (Here and Beyond)àThe Apostasy(2001–2008)

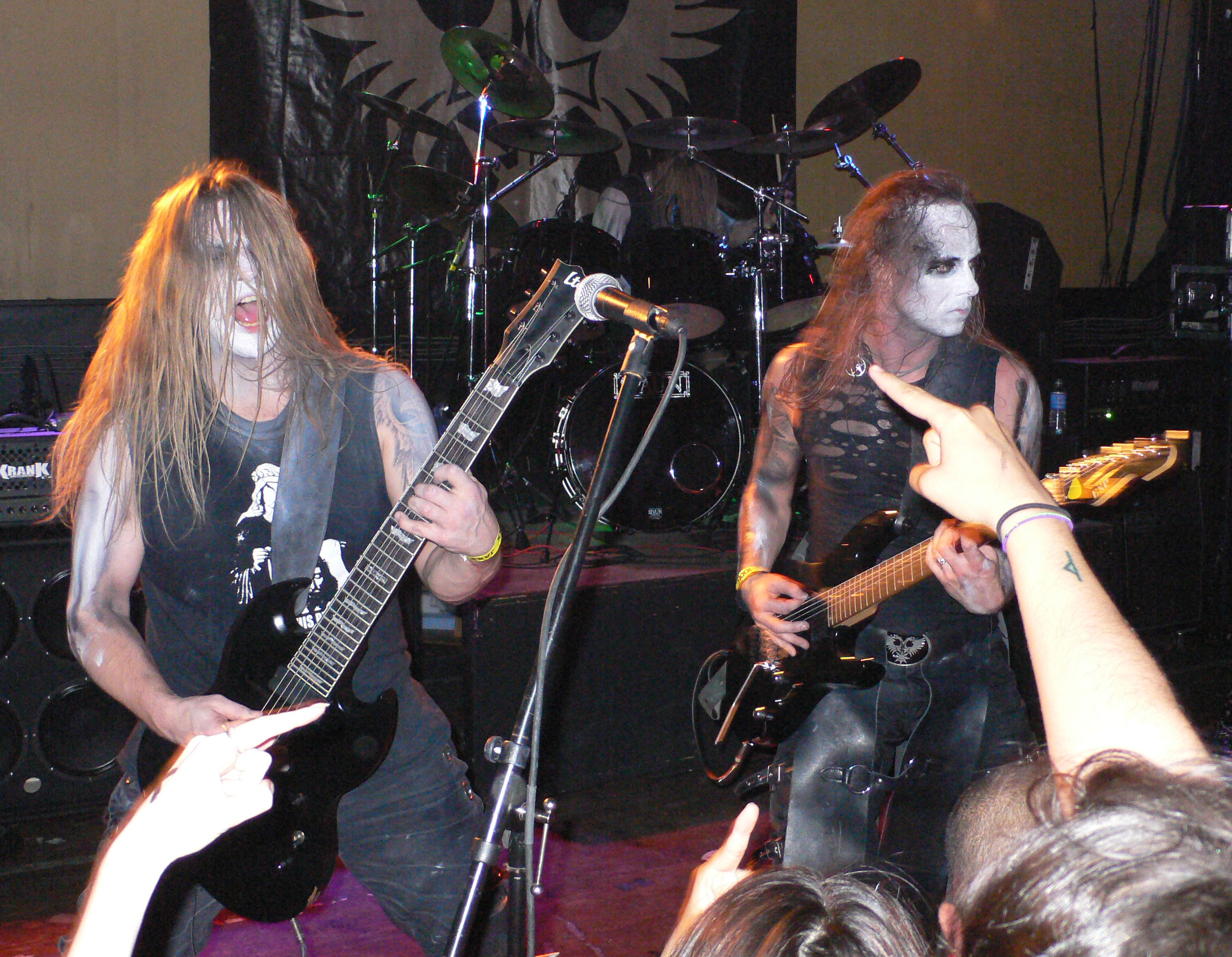
Behemoth au Jaxx Nightclub, en 2007.

En 2001, Behemoth débute sur l'enregistrement du sixième album studio. Entre-temps, il achève sa tournée en Russie, en Biélorussie et en Ukraine. L'enregistrement de leurs nouvelles chansons achevé, Behemoth vient une seconde fois aux Hendrix Studios. En compagnie de leur ami et ingénieur du son Arkadiusz Malczewski, ils produisent Zos Kia Cultus (Here and Beyond). En février 2003, le groupe entame sa première tournée en Norvège, dans de nombreuses villes (Bergen, Oslo, Stavanger…). Le 11 mars 2003, la première tournée américaine est programmée par Century Media Records. La tournée débute le 9 mars au Metalfest du New Jersey, suivi de nombreuses dates à travers les États-Unis et le Canada, en compagnie des groupes Deicide, Revenge, Vehemence et Amon Amarth. Peu après cette première tournée américaine, le groupe est invité à rejoindre le Blackest of the Black Tour de Glenn Danzig. Le festival, déjà légendaire, présente des groupes comme Danzig, Superjoint Ritual, Nile, et Opeth.
Au printemps 2003, Behemoth achève sa troisième tournée avec Six Feet Under, Skinless et The Black Dahlia Murder. Le groupe participe ensuite au Tuska Festival, en Finlande, avec Ministry et Soulfly entre autres. En cette période, à la suite de difficultés liées au line-up, Nergal se sépare d'Havok et Novy, qui décide de se focaliser sur son groupe. En 2004, le septième album, Demigod, est publié et bien accueilli par la critique. Enregistré aux Hendrix Studios, l'album débute à la 15e place des classements musicaux polonais. Les vidéoclips des chansons Conquer All et Slaves Shall Serve sont également tournés.
À la fin de 2005, le groupe se trouve en tête d'affiche du Demigod supremacy Canadian tour 2005 avec Necronomicon. En 2007, le groupe part en tournée européenne avec Napalm Death, Moonspell et Dew-Scented, année pendant laquelle sort le huitième album studio, The Apostasy, en juillet. Il est enregistré au Radio Gdańsk Studio, en décembre 2006. Peu après la parution de l'album The Apostasy, le groupe participe au Ozzfest 2007, en second stage. En octobre et novembre 2007, il participe à une tournée américaine avec Job for a Cowboy, Gojira et Beneath the Massacre. En octobre et novembre 2007, le groupe participe à une tournée en Europe avec les groupes de death metal canadien Kataklysm et belge Aborted.

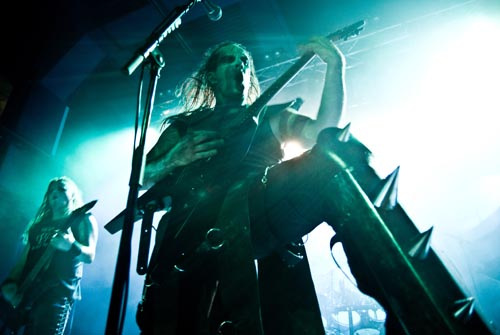
Behemoth sur scène au Hole in the Sky, 2008.

En février 2008, Behemoth entame une tournée américaine avec Suicide Silence. En avril/mai 2008, le groupe participe à une tournée nord-américaine, The Invaluable Darkness, avec Keep of Kalessin et Dimmu Borgir. Behemoth passe tout l'été à jouer en Europe. En octobre 2008, Behemoth sort son premier album live, At the Arena ov Aion – Live Apostasy. Également, un EP intitulé Ezkaton, commercialisé le 11 novembre 2008 en Amérique du Nord et présente une version ré-enregistrée de Chant for Eschaton 2000, une nouvelle chanson, et deux reprises (Master's Hammer, avec les membres de Root, Big Boss, et Ramones) plus trois chansons live.

### Evangelion(2009–2010)
En mars 2009, le groupe annonce la possibilité d'un nouvel album produit par le producteur britannique Colin Richardson.

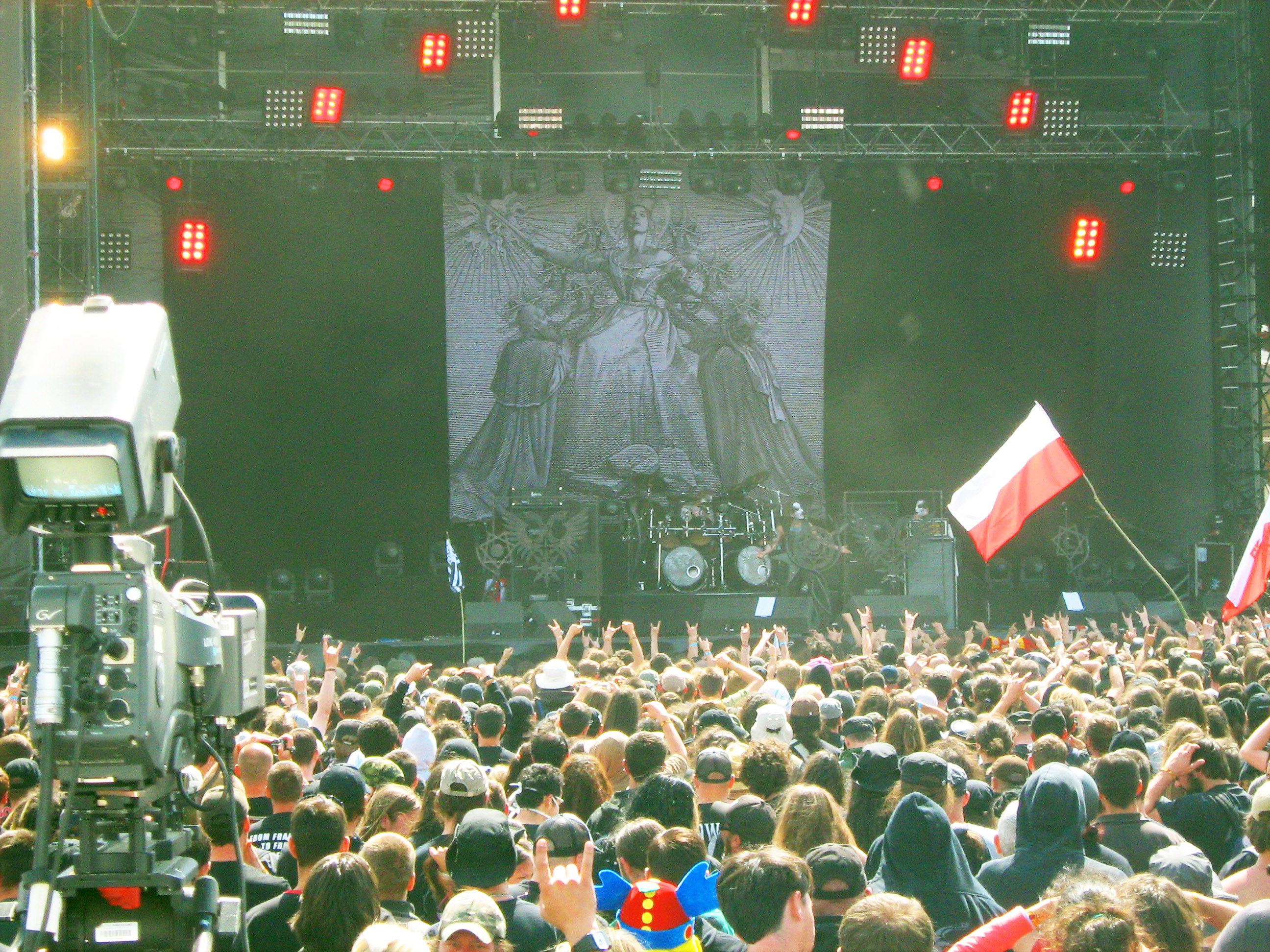
Behemoth au Hellfest 2010

Behemoth fait paraître son neuvième album studio intitulé Evangelion, le 9 août, distribué par le label Nuclear Blast en Europe et le 11 avril par le label Metal Blade aux États-Unis. Shemhamforash, une musique de cet album, est mise en ligne en juillet 2009 dans leur profil MySpace. En juillet et en août 2009, Behemoth participe au Rockstar Mayhem Festival aux côtés de nombreux groupes comme Slayer, Bullet for My Valentine, All That Remains, Trivium, Marilyn Manson, Cannibal Corpse et Job for a Cowboy. En septembre 2009, Behemoth participe à la tournée polonaise New Evangelion avec Azarath, Black River et Hermh.
En janvier 2010, Behemoth participe à la tournée Evangelia Amerika Tour en Amérique du Nord, en mars, il joue en Europe (Scandinavie, Grèce et Turquie) et, en avril, au Japon, en Australie et en Nouvelle-Zélande.

### Maladie de Nergal, guérison etThe Satanist(2010-2018)

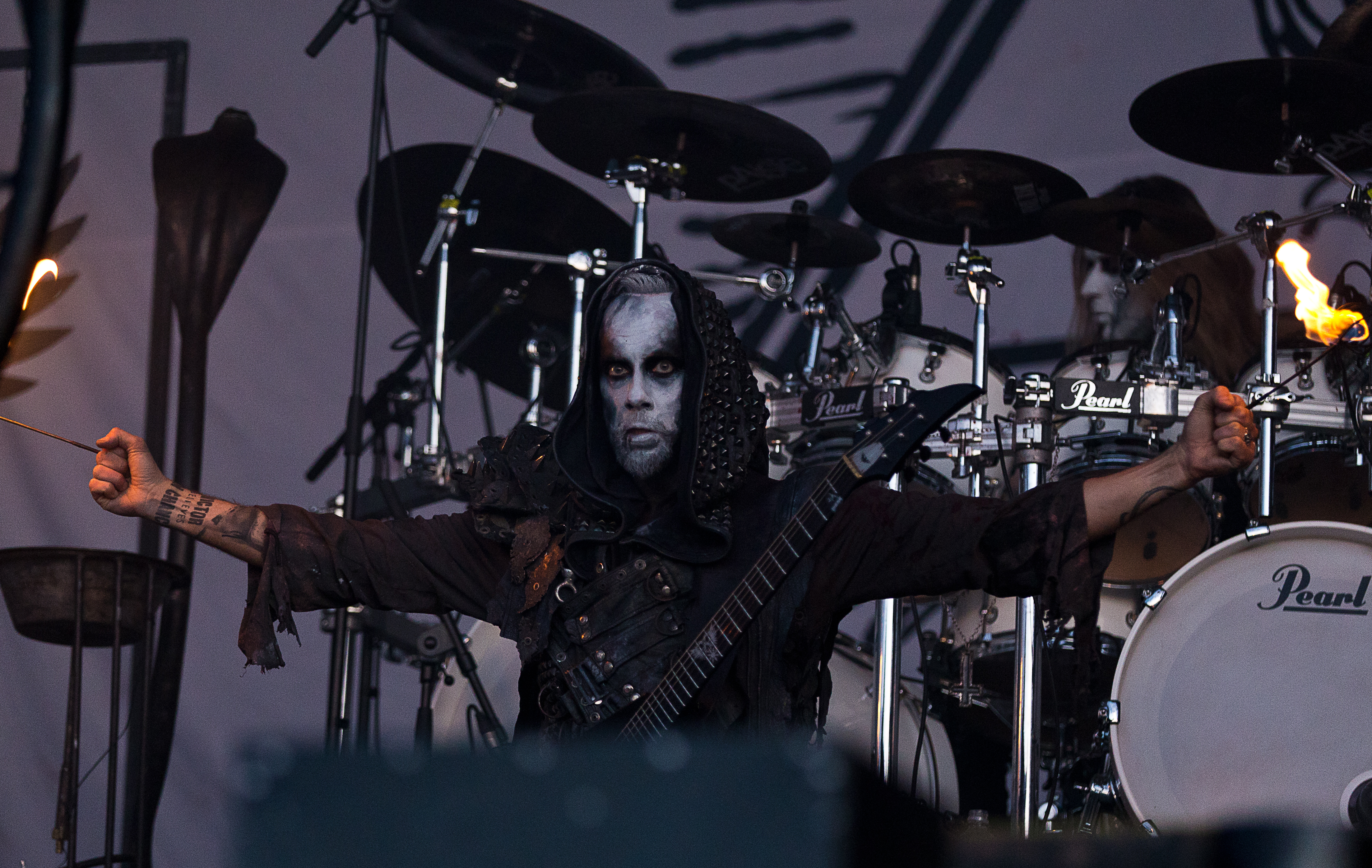
Behemoth sur scène en 2015.

En août 2010, Nergal est amené à l'hôpital où l'on lui diagnostique une leucémie. Initialement, il est rapporté que sa leucémie est à un stade avancé et que la chimiothérapie ne peut le guérir, mais cette information est erronée. Doda, sa petite amie de l'époque, décide de lui offrir de la moelle osseuse, mais elle n'est pas compatible. Un donneur est trouvé par la suite. Behemoth est forcé d'annuler ses dates de tournées au Sonisphere Festival en Finlande, des concerts en Russie, Bielorussie (septembre et octobre) et leur tournée nord-américaine Lawless States of Heretika avec Watain, Withered et Black Anvil (novembre et décembre). Le DVD live, Evangelia Heretika, est commercialisé le 9 novembre 2010. Le coffret inclut deux DVD présentant le concert de Varsovie de 2009, le concert de Paris de 2008, des documentaires, des bonus et un CD audio. Le 17 janvier 2011, Nergal quitte l'Uniwersyteckie Centrum Kliniczne (clinique), quatre semaines après sa transplantation. Il explique devoir passer plusieurs mois en convalescence et annonce son retour et sa motivation au sein du groupe Behemoth. Il remercie tous les fans pour leur soutien.

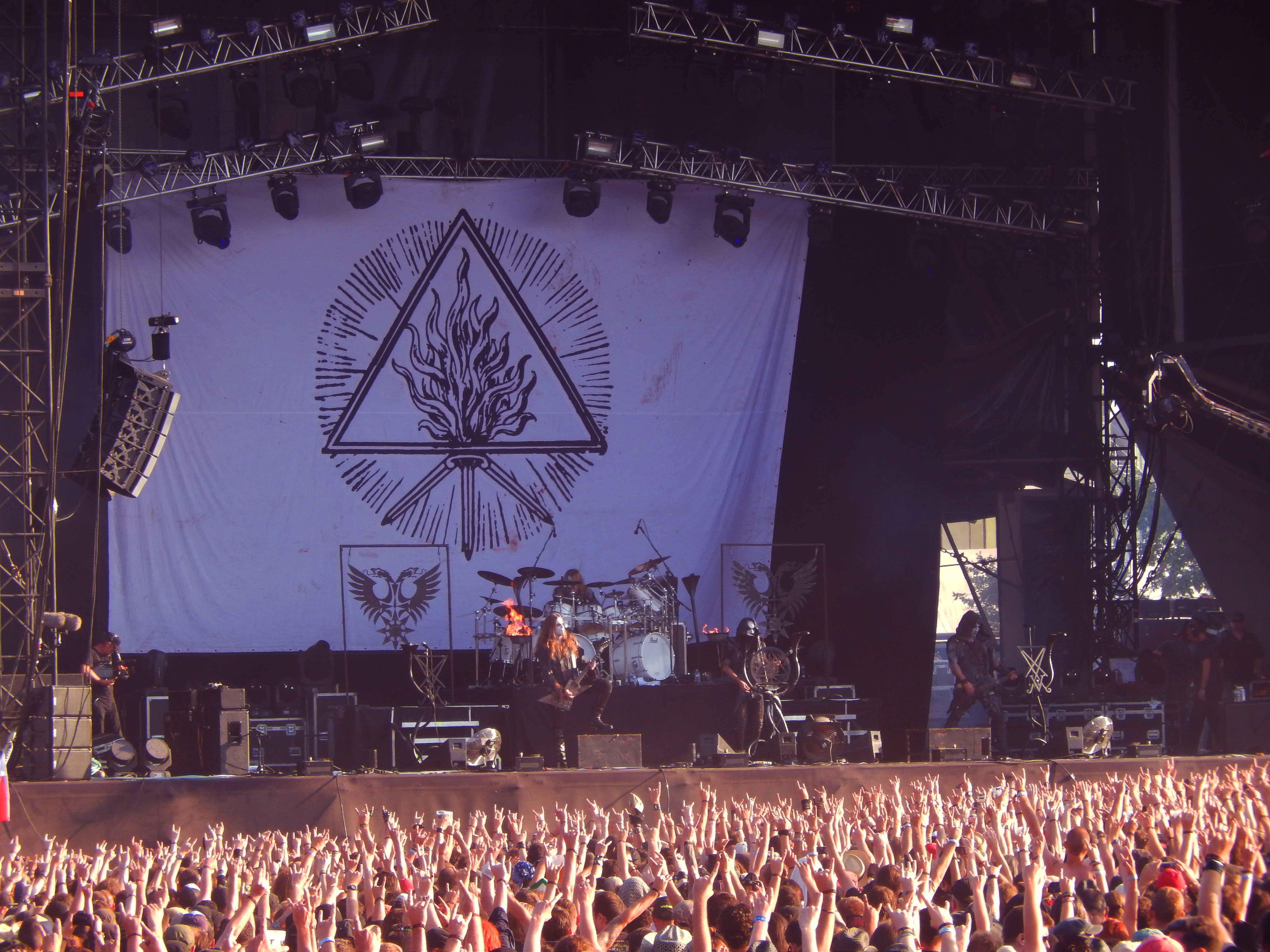
Behemoth au Hellfest 2014

Selon Nergal, un nouvel album et une tournée pour 2012 sont prévus. Dans une entrevue du 18 avril 2012 avec Blabbermouth, Nergal explique la possibilité d'une parution du prochain album en 2013. Le groupe prévoit de jouer au Mayhem Festival, avec Amon Amarth, Rob Zombie, Mastodon, Children of Bodom et autres, mais est cependant forcé d'annuler car le batteur du groupe Inferno est tombé malade et qu'il a besoin d'une appendicectomie. Le 30 mai 2013, Behemoth annonce le titre de son album, The Satanist, qui est publié le 5 février 2014,.
Behemoth est annoncé en tournée au début de 2015 avec Cannibal Corpse, Aeon et Tribulation. Le 9 août 2015, Behemoth est annoncé au Bloodstock Open Air en 2016, jouant The Satanist dans son intégralité le 12 août 2016.

### I Loved You At Your Darkest(2018-2021)
Le groupe sort un nouvel album intitulé I Loved You At Your Darkest  (abrégé ILYAYD) le 28 septembre 2018 et entreprend plusieurs tournées à travers l'Europe seul ou en première partie de Slipknot pour le Knotfest Roadshow aux États-Unis en 2019 et pour la tournée en Europe début 2020.
Lors du dernier concert joué lors de cette tournée le groupe interprète une cover de "A Forest" de The Cure en compagnie de Niklas Kvarforth qui fera partie d'un EP du même nom qui sort en mai 2020. Cet EP comprend une version studio et live du titre éponyme ainsi que 2 nouveaux morceaux.
Le groupe enregistre un concert dans une église abandonnée en Pologne et le diffuse sur Internet le 5 septembre 2020 sous le nom de In Absentia Dei. Ce concert qui devait être une expérience unique finira sortir en live album et DVD/ Blu-Ray le 17 décembre 2021.
Début 2021 Nergal déclare que la chanson Shadows ov Ea Cast Upon Golgotha du dernier EP représente la fin du cyle ILYAYD et que le groupe se concentre à présent sur un nouvel album pour 2021 mais la pandémie du coronavirus repousse ces plans à 2022 . Nergal enregistre alors un nouvel album pour son projet secondaire Me and That Man.
Début octobre 2021 le groupe déclare vouloir répéter l'expérience In Absentia Dei pour fêter les 30 ans de Behemoth. Ce nouveau livestream intitulé XXX Years of Blasphemy est diffusé le 31 octobre 2021 et est divisé en 3 actes  (The Scorched Forest, The Path of Via Dolorosa et The Desecrated Temple) enregistrés dans 3 lieux différents. La setlist traverse l'ensemble de leur discographie et voit même les débuts live de certains morceaux issus des premières sorties du groupe. Ce livestream sort également en live album le 25 octobre 2024

### Opvs Contra Natvram (2022-...)
Après plusieurs semaines de teasing, Behemoth commence à tourner en Amérique du Nord avec Arch Enemy, Napalm Death et Unto Others. La tournée démarre le 16 avril 2022 au Marquee Theatre, Tempe, AZ, USA et voit Behemoth interpréter pour la première fois "Ov My Herculean Exile", 1er single de l'album qui arrive. Le single sort officiellement le 11 mai avec un vidéoclip. Le même jour est annoncé la date de sortie de Opvs Contra Natvram prévu pour le 16 septembre 2022 ainsi que la tracklist de l'album.

## Membres

### Membres actuels
- Adam « Nergal » Darski – chant, guitare (depuis 1991)
- Zbigniew « Inferno » Promiński – batterie (depuis 1997)
- Tomasz « Orion » Wróblewski – basse, chant secondaire (depuis 2003)
- Patryk « Seth » Sztyber – guitare, chant secondaire (depuis 2004)

### Anciens membres
- Adam « Desecrator » Malinowski – guitare (1991–1992)
- Adam « Baal Ravenlock » Muraszko – batterie (1991–1996)
- Rafał « Frost » Brauer – basse (1992–1993)
- Orcus – basse (1993)
- Leszek « L. Kaos » Dziegielewski – guitare (1998–1999), basse (1995–1997)
- Mefisto – basse (1997–1998)
- Mateusz « Havoc » Smierzchalski – guitare, chant secondaire (2000–2003)
- Marcin « Novy » Nowak – basse (2000–2003)

### Membres de tournée
- Bruno – basse (1999)
- Istvan Lendvay – basse (2003)
- Michał « Stoker » Stopa – guitare (2004)
- Adam Sierżęga – batterie (2013)
- Kerim « Krimh » Lechner – batterie (2013)
- Gene Hoglan - batterie (2018, au dernier concert de la tournée d'adieu de Slayer)

## Discographie

### Albums studio
- 1995 : Sventevith (Storming Near the Baltic)
- 1996 : Grom
- 1998 : Pandemonic Incantations
- 1999 : Satanica
- 2000 : Thelema.6
- 2002 : Zos Kia Cultus (Here and Beyond)
- 2004 : Demigod
- 2007 : The Apostasy
- 2009 : Evangelion
- 2014 : The Satanist
- 2018 : I Loved You at Your Darkest
- 2022 : Opvs Contra Natvram
- 2025 : The Shit ov God

### Démos et EP
- 1991 : Endless Damnation
- 1992 : The Return of the Northern Moon
- 1993 : ...From the Pagan Vastlands
- 1994 : And the Forests Dream Eternally
- 1997 : Bewitching The Pomerania
- 2001 : Antichristian Phenomenon
- 2003 : Conjuration
- 2005 : Slaves Shall Serve
- 2008 : Ezkaton
- 2014 : Blow Your Trumpets Gabriel
- 2015 : Xiądz
- 2020 : A Forest

### Albums Live
- 2008 : At the Arena ov Aion – Live Apostasy
- 2010 : Evangelia Heretika - The New Gospel
- 2018 : Messe Noire Live the Satanist
- 2021 : In Absentia Dei

### Compilations
- 2006 - Demonica
- 2011 - Abyssus Abyssum Invocat

### Clips vidéos
| Année | Titre                        | Réalisateur                     |
| ----- | ---------------------------- | ------------------------------- |
| 1999  | Decade of Therion            | Lucjan Hirszmajer               |
| 2000  | Antichristian Phenomenon     | -                               |
| 2000  | Christians to the Lions      | Roman Przylipiak                |
| 2002  | As Above So Below            | Jakub Miszczak                  |
| 2004  | Conquer All                  | Joanna Rechnio                  |
| 2005  | Slaves Shall Serve           | Joanna Rechnio                  |
| 2007  | Prometherion                 | Soren                           |
| 2008  | At the Left Hand ov God      | Dariusz Szermanowicz & Grupa 13 |
| 2008  | Inner Sanctum                | Mateusz « Mania » Winkiel       |
| 2009  | Ov Fire And The Void         | Dariusz Szermanowicz & Grupa 13 |
| 2010  | Alas, Lord is Upon Me        | Dariusz Szermanowicz & Grupa 13 |
| 2011  | Lucifer                      | Dariusz Szermanowicz & Grupa 13 |
| 2013  | Blow Your Trumpets Gabriel   | Dariusz Szermanowicz & Grupa 13 |
| 2014  | Ora Pro Nobis Lucifer        | Grupa 13                        |
| 2015  | Messe Noire                  | Zev Deans                       |
| 2016  | Ben Sahar                    | Ólafur Kiljan                   |
| 2018  | O Father O Satan O Sun       | Grupa 13                        |
| 2018  | God Dog                      | Dariusz Szermanowicz            |
| 2018  | Wolves Ov Siberia            | Kyle Kadow / Steven Cleavland   |
| 2019  | Ecclesia Diabolica Catholica | Grupa 13                        |
| 2019  | Sabbath Mater                | Grupa 13                        |
| 2020  | Rom 5:8                      | Grupa 13                        |
| 2020  | A Forest                     | Claudio Marino                  |
| 2022  | Ov My Herculean Exile        | Zuzanna Plisz                   |
| 2022  | Versvs Christvs              | Grupa 13                        |